# Drużynowy Puchar Świata na Żużlu 2002
Drużynowy Puchar Świata 2002 (DPŚ) – druga edycja nowego systemu wyłaniania najlepszej drużyny na żużlu. Finały odbyły się w Wielkiej Brytanii, a tytułu bronili Australijczycy.

## Zasady
To turnieju przystąpiło 14 zespołów. Cztery z nich od turnieju eliminacji z którego do turnieju finałowego awansowały dwa zespoły.
W turnieju finałowych wystąpiło 12 reprezentacji, podzielonych na trzy półfinały po 4 zespoły. Z każdego półfinału do finału awansował tylko zwycięzca. Zespoły z drugich miejsc oraz dwa z trzecich (z większą liczbą punktów) wystąpiły w barażu. Baraż i finał odbywały się w obsadzie 5-osobowej (w biegach startowało po pięciu zawodników – piąta drużyna w jasnozielonych kaskach). Z barażu do finału awansowały dwie najlepsze drużyny.

## Eliminacje
W eliminacjach wystąpiły drużyny, które w poprzednim roku zajęły miejsca 11-12 Niemcy i Słowenia) oraz pozostałe reprezentacje (Łotwa i Austria, która debiutowała w DPŚ)

### Abensberg
20 maja 2002 – Abensberg (Niemcy)
| Msc | | Drużyna / Zawodnik | Biegi        | Punkty |
| --- | --- | ------------------ | ------------ | ------ |
| 1   | | Słowenia           | Słowenia     | 49     |
| 1   | (1) Izak Šantej (2) Jernej Kolenko (3) Aleš Dolinar (4) Matej Ferjan (5) Matej Žagar                    |                    | 12 6 4 15 12 |        |
| 2   | | Niemcy             | Niemcy       | 46     |
| 2   | (1) Robert Barth (2) Matthias Kröger (3) Joachim Kugelmann (4) Jörg Pingel (5) Mirko Wolter             |                    | 12 11 0      |        |
| 3   | | Łotwa              | Łotwa        | 17     |
| 3   | (1) Aleksander Biznya (2) Nikołaj Kokin (3) Vladimirs Voronkovs (4) Aleksandrs Ivanovs (5) Leonid Paura |                    | 3 4 1 5      |        |
| 4   | | Austria            | Austria      | 8      |
| 4   | (1) Walter Nebel (2) Manuel Hautzinger (3) Fredrich Wallner (4) Mario Ozelt (5) Rene Pfeiffer           |                    | 3 0 2 1      |        |

## Półfinały
W turnieju finałowym wystąpiło 12 reprezentacji (czołowa dziesiątka z zeszłorocznego DPŚ oraz dwa zespoły z eliminacji).

### (1) Sheffield
4 sierpnia 2002 – Sheffield (Wielka Brytania)
| Msc |                                                                                                | Drużyna / Zawodnik                                    | Biegi           | Punkty |
| --- | ---------------------------------------------------------------------------------------------- | ----------------------------------------------------- | --------------- | ------ |
| 1   |                                                                                                | Australia                                             | Australia       | 46     |
| 1   | (1) Ryan Sullivan (2) Jason Crump (3) Leigh Adams (4) Jason Lyons (5) Todd Wiltshire           | (1,2,3,6J,3) (3,2,1,3) (2,2,2,2) (1,0,1,-) (3,3,3,3)  | 15 9 8 2 12     |        |
| 2   |                                                                                                | Wielka Brytania                                       | Wielka Brytania | 42     |
| 2   | (1) Mark Loram (2) Gary Havelock (3) Lee Richardson (4) Joe Screen (5) Sean Wilson             | (2,3,3,0) (3,1,2,1) (2,3,3,2) (2,3,3,3) (2,1,2,1)     | 8 7 10 11 6     |        |
| 3   |                                                                                                | Czechy                                                | Czechy          | 28     |
| 3   | (1) Lukáš Dryml (2) Bohuml Brhel (3) Tomáš Topinka (4) Aleš Dryml (5) Antonín Kasper           | (1,3,1,2) (3,1,0,4J) (0,1,0,1) (3,1,1,0) (1,2,1,2)    | 7 8 2 5 6       |        |
| 4   |                                                                                                | Niemcy                                                | Niemcy          | 9      |
| 4   | (1) Robert Barth (2) Matthias Kröger (3) Joachim Kugelmann (4) Robert Kessler (5) Steffen Mell | (1,0,2,0,1) (0,0,0,0) (0,0,0,-) (0,2,2,1,w) (0,0,0,-) | 4 0 5 0         |        |

J - Joker: punkty zawodnika mnożone razy dwa

### (2) Poole
5 sierpnia 2002 – Poole (Wielka Brytania)
| Msc | | Drużyna / Zawodnik                                              | Biegi        | Punkty |
| --- | --- | --------------------------------------------------------------- | ------------ | ------ |
| 1   | | Szwecja                                                         | Szwecja      | 55     |
| 1   | (1) Mikael Karlsson (2) Stefan Andersson (3) Peter Karlsson (4) Tony Rickardsson (5) Niklas Klingberg | (3,3,3,3,2) (2,3,1,1,3) (3,3,3,0,0) (3,3,3,3,3) (3,2,1,1)       | 14 10 9 15 7 |        |
| 2   | | Dania                                                           | Dania        | 41     |
| 2   | (1) Nicki Pedersen (2) Ronni Pedersen (3) Hans Andersen (4) Bjarne Pedersen (5) Charlie Gjedde        | (0,2,2,2,3) (3,1,0,1,1,2) (0,2,2,3,3,1) (2,1,3,2,3) (w,-,2,-)   | 9 8 11 2     |        |
| 3   | | Finlandia                                                       | Finlandia    | 32     |
| 3   | (1) Toni Salmela (2) Tomi Reima (3) Kai Laukkanen (4) Kauko Nieminen (5) Joonas Kylmäkorpi            | (2,-,0,-,1) (2,0,1,0,) (2,2,4J,2,1,1) (0,1,1,0,2) (1,3,3,3,2,0) | 3 1 12 4 12  |        |
| 4   | | Węgry                                                           | Węgry        | 19     |
| 4   | (1) Sándor Tihanyi (2) Attila Stefani (3) László Szatmári (4) Norbert Magosi (5) Csaba Hell           | (1,1,0,0,2,0) (1,0,0,0) (1,0,2,2,0,2) (1,0,0,2,1) (2,1,-,-,0)   | 4 1 7 4 3    |        |

J - Joker: punkty zawodnika mnożone razy dwa

### (3) Eastbourne
6 sierpnia 2002 – Eastbourne (Wielka Brytania)
| Msc | | Drużyna / Zawodnik                                             | Biegi             | Punkty |
| --- | --- | -------------------------------------------------------------- | ----------------- | ------ |
| 1   | | Polska                                                         | Polska            | 57     |
| 1   | (1) Tomasz Gollob (2) Piotr Protasiewicz (3) Jarosław Hampel (4) Krzysztof Cegielski (5) Grzegorz Walasek | (2,3,2,w) (3,3,1,3,3) (3,3,2,3,3) (2,3,3,t,3) (3,3,2,1,3)      | 7 13 14 11 12     |        |
| 2   | | Stany Zjednoczone                                              | Stany Zjednoczone | 49     |
| 2   | (1) Greg Hancock (2) Brent Werner (3) Billy Hamill (4) Ryan Fischer (5) Billy Janniro                     | (3,2,4J,3,3,2) (1,0,3,1,2) (3,2,3,3,w) (2,1,-,w) (2,1,3,3,2)   | 17 7 11 3 11      |        |
| 3   | | Rosja                                                          | Rosja             | 24     |
| 3   | (1) Roman Poważny (2) Siergiej Kuzin (3) Siergiej Darkin (4) Denis Sajfutdinow (5) Eduard Szajhullin      | (1,4J,0,2,1) (0,1,c,0,1) (2,2,0,0,2,2) (1,0,1,2,0,1) (1,0,-,-) | 8 2 8 5 1         |        |
| 4   | | Słowenia                                                       | Słowenia          | 19     |
| 4   | (1) Denis Stojens (2) Matej Žagar (3) Aleš Dolinar (4) Izak Šantej (5) Jernej Kolenko                     | (0,-,-,1) (0,0,1,4J,u) (0,w,0,1,0) (1,1,1,2,1,0) (0,1,2,1,2,w) | 1 5 1 6 6         |        |

J - Joker: punkty zawodnika mnożone razy dwa

## Baraż
W barażu wystąpiły zespoły z drugich miejsc (Stany Zjednoczone, Wielka Brytania i Dania) oraz dwa zespoły z lepszą zdobyczą punktową z trzecich miejsc (Finlandia 32 pkt i Czechy 28 pkt). Rosja w półfinale zdobyła jedynie 24 punkty i nie awansowała z trzeciego miejsca.

### Peterborough
8 sierpnia 2002 – Peterborough (Wielka Brytania)
| Msc |                                                                                                | Drużyna / Zawodnik                                       | Biegi             | Punkty |
| --- | ---------------------------------------------------------------------------------------------- | -------------------------------------------------------- | ----------------- | ------ |
| 1   |                                                                                                | Czechy                                                   | Czechy            | 54     |
| 1   | (1) Tomáš Topinka (2) Aleš Dryml (3) Bohumil Brhel (4) Lukáš Dryml (5) Antonín Kasper          | (0,1,3,3,3) (3,4,2,1,3) (4,0,3,w) (3,4,3,3) (2,3,3,3)    | 10 13 7 13 11     |        |
| 2   |                                                                                                | Dania                                                    | Dania             | 51     |
| 2   | (1) Nicki Pedersen (2) Charlie Gjedde (3) Hans Andersen (4) Ronni Pedersen (5) Bjarne Pedersen | (4,3,4,4,u) (1,d,2,1) (2,0,4,4) (1,3,2,1) (4,4,4,2,1)    | 15 4 10 7 15      |        |
| 3   |                                                                                                | Stany Zjednoczone                                        | Stany Zjednoczone | 51     |
| 3   | (1) Billy Hamill (2) Greg Hancock (3) Ryan Fischer (4) Brent Werner (5) Billy Janniro          | (3,4,3,3) (4,4,2,8J,4) (3,1,1,2,0) (0,2,0,-,4) (1,2,0,w) | 13 22 7 6 3       |        |
| 4   |                                                                                                | Wielka Brytania                                          | Wielka Brytania   | 49     |
| 4   | (1) Gary Havelock (2) Joe Screen (3) Sean Wilson (4) Carl Stonehewer (5) Lee Richardson        | (1,d,2,1) (2,3,4,1) (1,1,1,2) (4,2,1,3,4) (3,3,4,4,2)    | 4 10 5 14 16      |        |
| 5   |                                                                                                | Finlandia                                                | Finlandia         | 19     |
| 5   | (1) Kaj Laukkanen (2) Tomi Reima (3) Kauko Nieminen (4) Joonas Kylmäkorpi (5) Toni Salmela     | (2,1,t,2) (0,0,1,2,2) (d,1,1,0,1) (2,2,0,0,0) (0,2,0,-)  | 5 3 4 2           |        |

J - Joker: punkty zawodnika mnożone razy dwa

## Finał

### Peterborough
10 sierpnia 2002 – Peterborough (Wielka Brytania)
| Msc | | Drużyna / Zawodnik                                                   | Biegi         | Punkty |
| --- | --- | -------------------------------------------------------------------- | ------------- | ------ |
| 1   | | Australia                                                            | Australia     | 64     |
| 1   | (1) Todd Wiltshire (2) Jason Lyons (3) Leigh Adams (4) Jason Crump (5) Ryan Sullivan                      | (3,3,1,4,2) (t,0,1,w,2) (4,3,3,4,3) (2,4,3,3,2) (3,2,4,4,4)          | 13 3 17 14 17 |        |
| 2   | | Dania                                                                | Dania         | 58     |
| 2   | (1) Nicki Pedersen (2) Ronni Pedersen (3) Charlie Gjedde (4) Hans Andersen (5) Bjarne Pedersen            | (2,2,2,2,3,3) (w,0,2,2,3) (2,1,-,2,-) (0,4,3,1,4) (2,4,6J,4,0,4)     | 14 7 5 12 20  |        |
| 3   | | Szwecja                                                              | Szwecja       | 54     |
| 3   | (1) Tony Rickardsson (2) Niklas Klingberg (3) Peter Karlsson (4) Mikael Karlsson (5) Stefan Andersson     | (1,2,2,6J,4) (3,3,d,3,1) (3,2,1,3,1,3) (3,3,2,1,2) (4,1,0,w,-)       | 15 10 13 11 5 |        |
| 4   | | Polska                                                               | Polska        | 48     |
| 4   | (1) Piotr Protasiewicz (2) Tomasz Gollob (3) Krzysztof Cegielski (4) Jarosław Hampel (5) Grzegorz Walasek | (0,2,3,1,d) (4,4,4,2,2J,1) (0,3,4,1,1) (4,4,1,1,4) (1,0,1,0,-)       | 6 17 9 14 2   |        |
| 5   | | Czechy                                                               | Czechy        | 36     |
| 5   | (1) Aleš Dryml (2) Tomáš Topinka (3) Lukáš Dryml (4) Bohumil Brhel (5) Antonín Kasper                     | (4,0,2,3,4,0) (2,1,0,-,0) (1,1,4,8J,d,0) (1,t,d,2,-,2) (0,1,0,-,0,-) | 13 3 14 5 1   |        |

J - Joker: punkty zawodnika mnożone razy dwa

## Klasyfikacja końcowa
| Msc | Drużyna           |
| --- | ----------------- |
| 1.  | Australia         |
| 2.  | Dania             |
| 3.  | Szwecja           |
| 4.  | Polska            |
| 5.  | Czechy            |
| 6.  | Stany Zjednoczone |
| 7.  | Wielka Brytania   |
| 8.  | Finlandia         |
| 9.  | Rosja             |
| 10. | Węgry             |
| 11. | Słowenia          |
| 12. | Niemcy            |